# Berylliumbromide
Berylliumbromide (BeBr2) is een extreem giftige anorganische verbinding van beryllium en broom. De stof komt voor als een wit reukloos hygroscopisch poeder.

## Synthese
Berylliumbromide kan bereid worden uit een carbothermische reductie van berylliumoxide met dibroom bij 1100-1200 °C:
{\displaystyle {\ce {BeO + Br2 + C -> BeBr2 + CO (^)}}}
Het kan ook rechtstreeks bereid worden uit de samenstellende elementen (bij 1100 °C):
{\displaystyle {\ce {Be + Br2 -> BeBr2}}}
Een alternatieve methode is de reactie van berylliumoxide met waterstofbromide:
{\displaystyle {\ce {BeO + 2HBr -> BeBr2 + H2O}}}
Berylliumbromide werd voor het eerst bereid in 1828 door de Duitse scheikundige Friedrich Wöhler.

## Kristalstructuur
Berylliumbromide neemt een orthorombische kristalstructuur aan. Het behoort tot ruimtegroep en de parameters van de eenheidscel bedragen:
- a = 10,32 Å
- b = 5,52 Å
- c = 5,54 Å

In de gasfase komt het voor als dimeer; in de vaste fase neemt het een polymere structuur aan.